# Bukurovac
Bukurovac (cirill betűkkel Букуровац) egy falu Szerbiában, a Piroti körzetben, a Bela Palanka községben.

## Népesség
- 1948-ban 709 lakosa volt.
- 1953-ban 512 lakosa volt.
- 1961-ben 271 lakosa volt.
- 1971-ben 139 lakosa volt.
- 1981-ben 78 lakosa volt.
- 1991-ben 50 lakosa volt
- 2002-ben 26 lakosa volt, akik mindannyian szerbek.